# Szwecja na Letnich Igrzyskach Olimpijskich 1960
Szwecję na Letnich Igrzyskach Olimpijskich 1960 reprezentowało 134 zawodników (115 mężczyzn i 19 kobiet). Był to trzynasty start reprezentacji Szwecji na letnich igrzyskach olimpijskich.

## Zdobyte medale
| Medal         | Zawodnik                              | Konkurencja                   | Rezultat                                                      |
| Kajakarstwo   | Kajakarstwo                           | Kajakarstwo                   | Kajakarstwo                                                   |
| ------------- | ------------------------------------- | ----------------------------- | ------------------------------------------------------------- |
| Złoto         | Sven-Olov Sjödelius, Gert Fredriksson | K-2 1000 m                    | 3:34,73                                                       |
| Brąz          | Gert Fredriksson                      | K-1 1000 m                    | 3:55,89                                                       |
| Lekkoatletyka |                                       |                               |                                                               |
| Srebro        | John Ljunggren                        | chód na 50 km                 | 4-25:47                                                       |
| Pływanie      |                                       |                               |                                                               |
| Srebro        | Jane Cederqvist                       | 400 m stylem dowolnym         | 4:53,9                                                        |
| Zapasy        |                                       |                               |                                                               |
| Brąz          | Gustav Freij                          | waga lekka w stylu klasycznym | W finale pokonał reprezentanta Czechosłowacji Karela Matouška |
| Brąz          | Hans Antonsson                        | waga średnia w stylu wolnym   | W finale pokonał reprezentanta USA Edwarda DeWitta            |